# Itsuō-Kunstmuseum

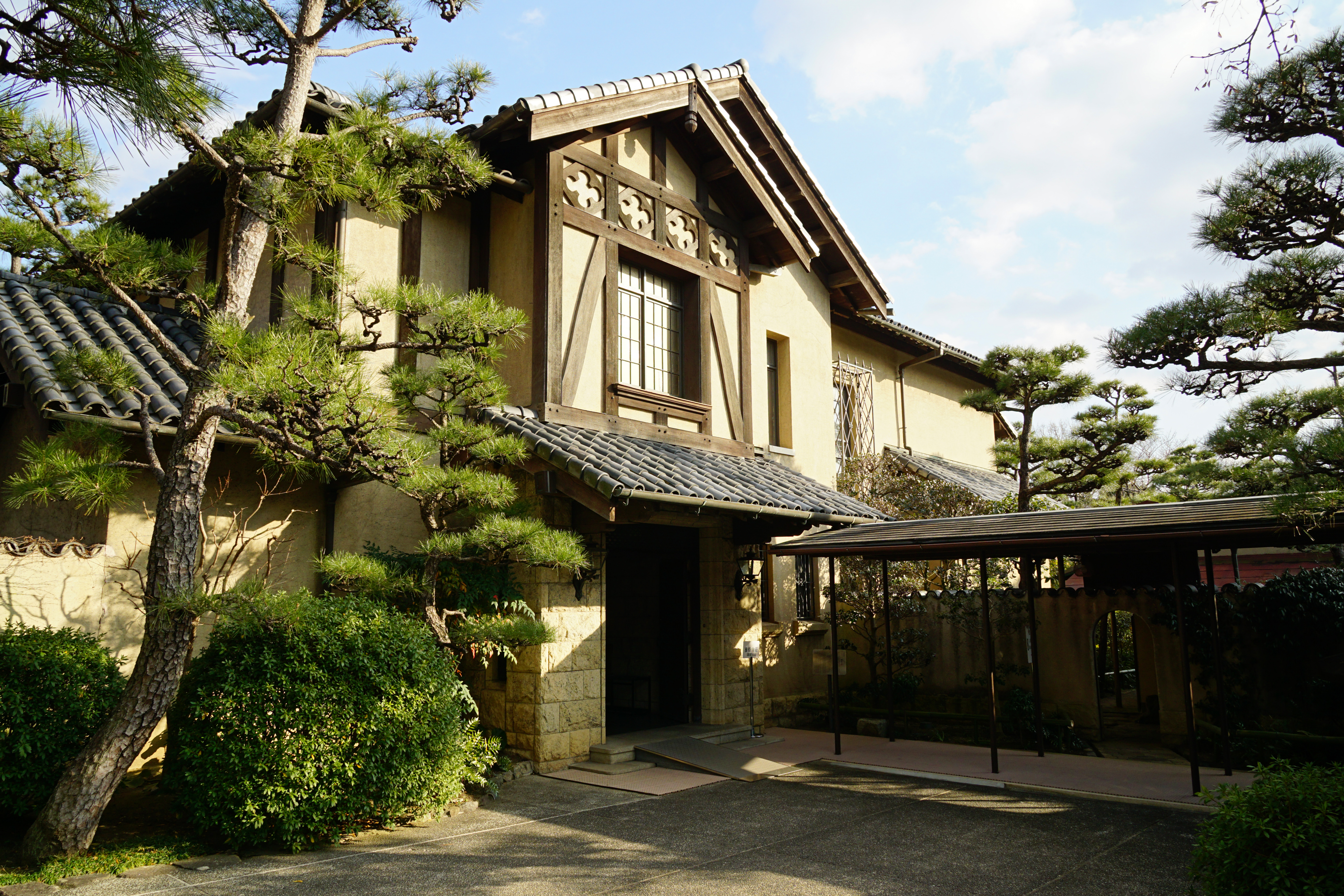
„Gazoku sansō“
(„Ichizō Kobayashi Memorial Hall“)

Das Itsuō-Kunstmuseum (japanisch 逸翁美術館, Itsuō bijutsukan) in Ikeda (Präfektur Osaka), geht auf den Unternehmer und Kunstsammler Kobayashi Ichizō  zurück, der 1957 seine Sammlung der Öffentlichkeit zugänglich machte.

## Übersicht

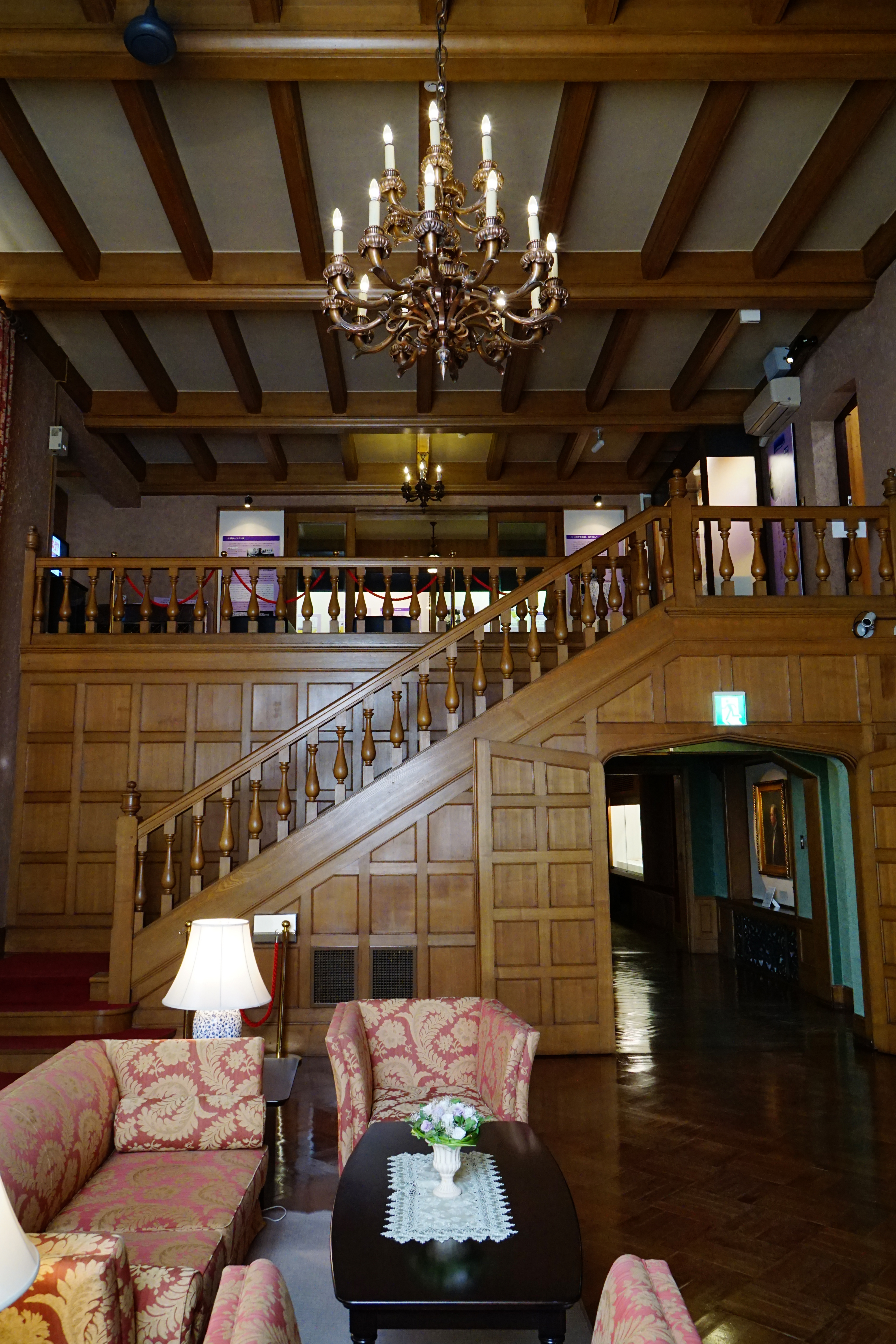
„Gazoku sansō“ Inneres

1957 wurde nach dem Tod des Gründers der „Hankyū Hanshin Tōhō Group“ (阪急阪神東宝グループ) Kobayashi Ichizō dessen auf einer Anhöhe gelegenen, im westlichen Stil erbauten Residenz „Gazoku sansō“ (雅俗山荘) mit seiner Sammlung von Bildern und Kunstobjekten der Öffentlichkeit als „Itsuō-Kunstmuseum“ zugänglich gemacht. „Itsuō“ war Kobayashis Name als Kunstfreund. Neben dem 1937 erbauten Hauptgebäude gibt es einen Neubau, die Teehäuser „In-An“ (即庵), einer Teestube „Hi-In“ (費隠) und das Haupttor. Der Neubau wurde 2009 an den heutigen Standort verlegt, die bis dahin genutzte Kobayashi-Residenz wurde 2010 als „Ichizō Kobayashi Memorial Hall“ (小林一三記念館, Kobayashi Ichizō kinenkan) wieder eröffnet.
Das Kunstmuseum wurde ursprünglich von einer eigenen Stiftung getragen, Diese ging 2011 in der „Hankyū Culture Foundation“ (阪急文化財団) auf.

## Sammlung
Kobayashi, der auch als Teemeister bekannt war, legte eine mehr als 5500 Objekte umfassende Sammlung an, darunter 15 „Wichtige Kulturgüter“ und 20 bedeutende Kunstobjekte (重要美術品, Jūyō bijutsuhin), worunter die Werke von Yosa Buson, Matsumura Goshun und der Maruyama-Shijō-Schule besonders hervorragen. Kobayashi kaufte nicht in großen Mengen, und selbst bei Besuchen im Ausland prüfte er jedes einzelne Objekt mit eigenen Augen und sammelte diejenigen, die seinem ästhetischen Empfinden entsprachen.
In der Sammlung sind alle wichtigen Hersteller von Teeschalen und Utensilien für die Tee-Zeremonie vertreten.

## Bilder

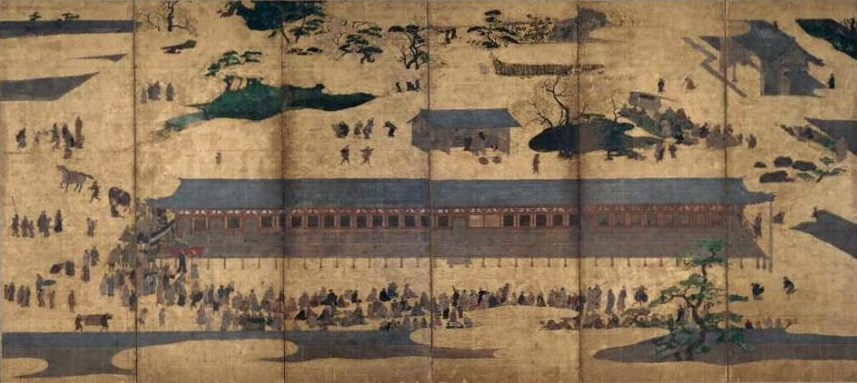
Bogenschießen am Sanjūsangen-dō
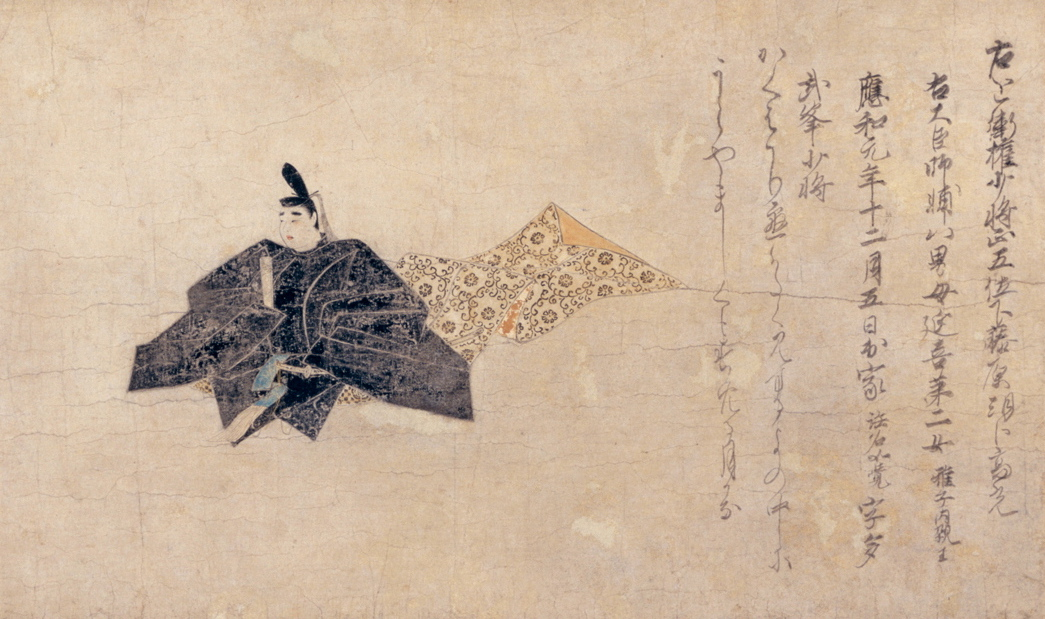
Fujiwara no Takamitsu
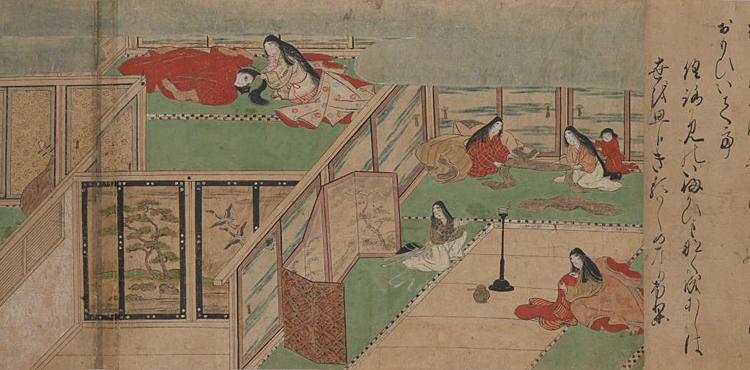
Szene im Palast
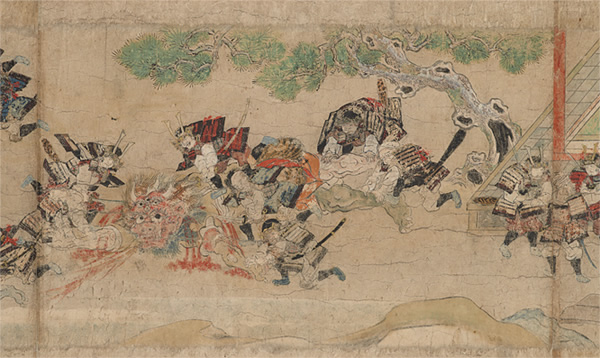
Kampfszene am Ōeyama
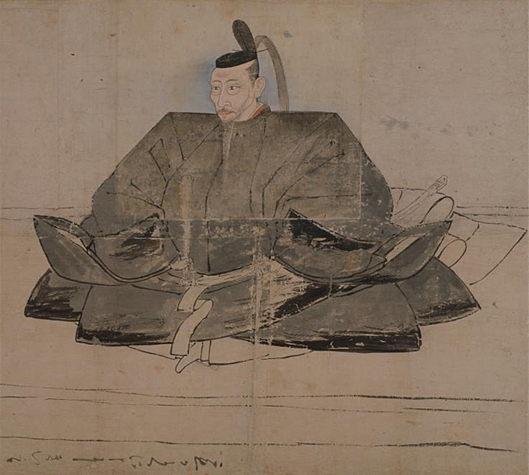
Toyotomi Hideyoshi
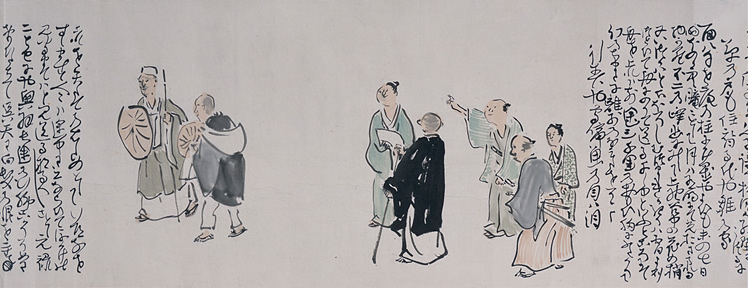
Oku no Hosomichi (Yosa Buson)

1. ↑  Edo-Zeit
2. ↑  Fujiwara no Takamitsu (藤原 高光, c. 939-994), einer der „Sechsunddreißig Unsterblichen der Dichtkunst“. Kunstwerk aus der Kamakura-Zeit.
3. 1 2  Muromachi-Zeit
4. ↑  Momoyama-Zeit